# روز رولينز
روز رولينز (بالإنجليزية: Rose Rollins) هي عارضة وممثلة أمريكية، ولدت في 30 أبريل 1981 في بيركيلي في الولايات المتحدة.

## أعمال

### أفلام
- مهمة مستحيلة 3[4]
- بلا منازع
- بيكسلز

### مسلسلات
- كلمة إل

## وصلات خارجية
- روز رولينز على موقع IMDb (الإنجليزية)
- روز رولينز على موقع ألو سيني (الفرنسية)
- روز رولينز على موقع أول موفي (الإنجليزية)
- روز رولينز على موقع قاعدة بيانات الأفلام السويدية (السويدية)
- روز رولينز على موقع إن إن دي بي (الإنجليزية)
- روز رولينز على موقع قاعدة بيانات الفيلم (الإنجليزية)
- روز رولينز على موقع كينوبويسك (الروسية)